# Cheilymenia
Cheilymenia är ett släkte av svampar. Cheilymenia ingår i familjen Pyronemataceae, ordningen skålsvampar, klassen Pezizomycetes, divisionen sporsäcksvampar och riket svampar.

## Källor

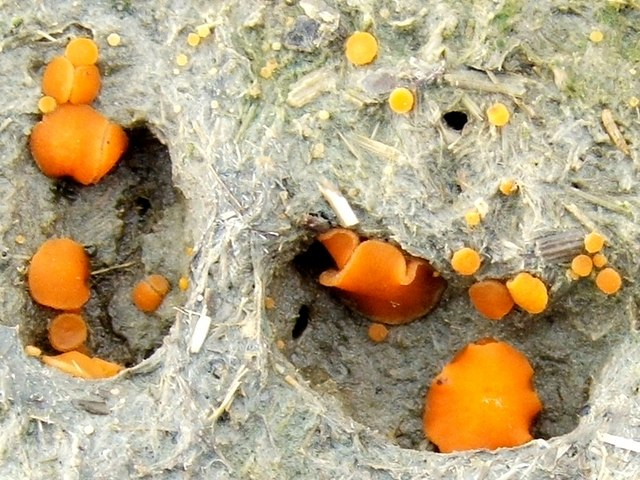
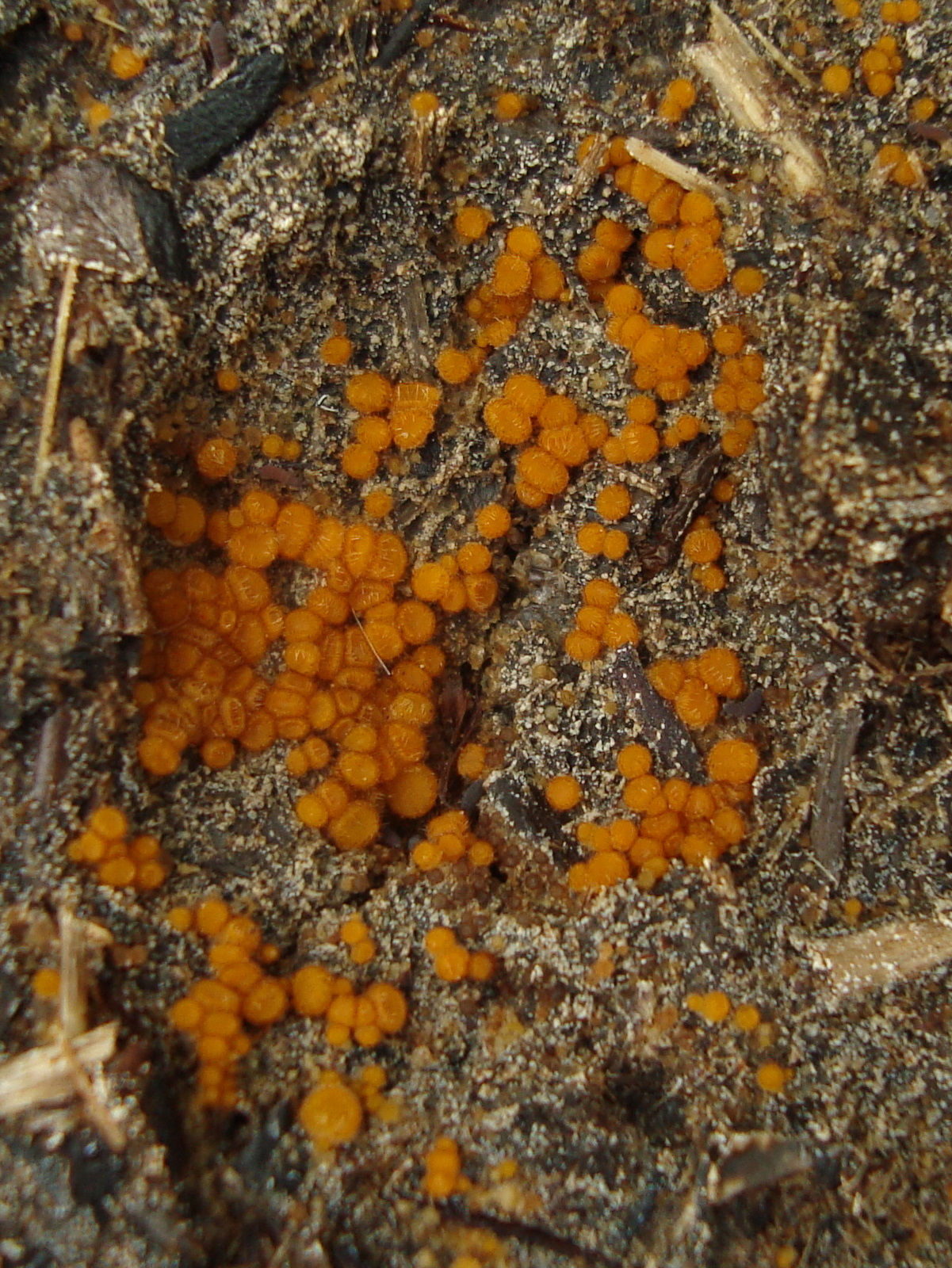
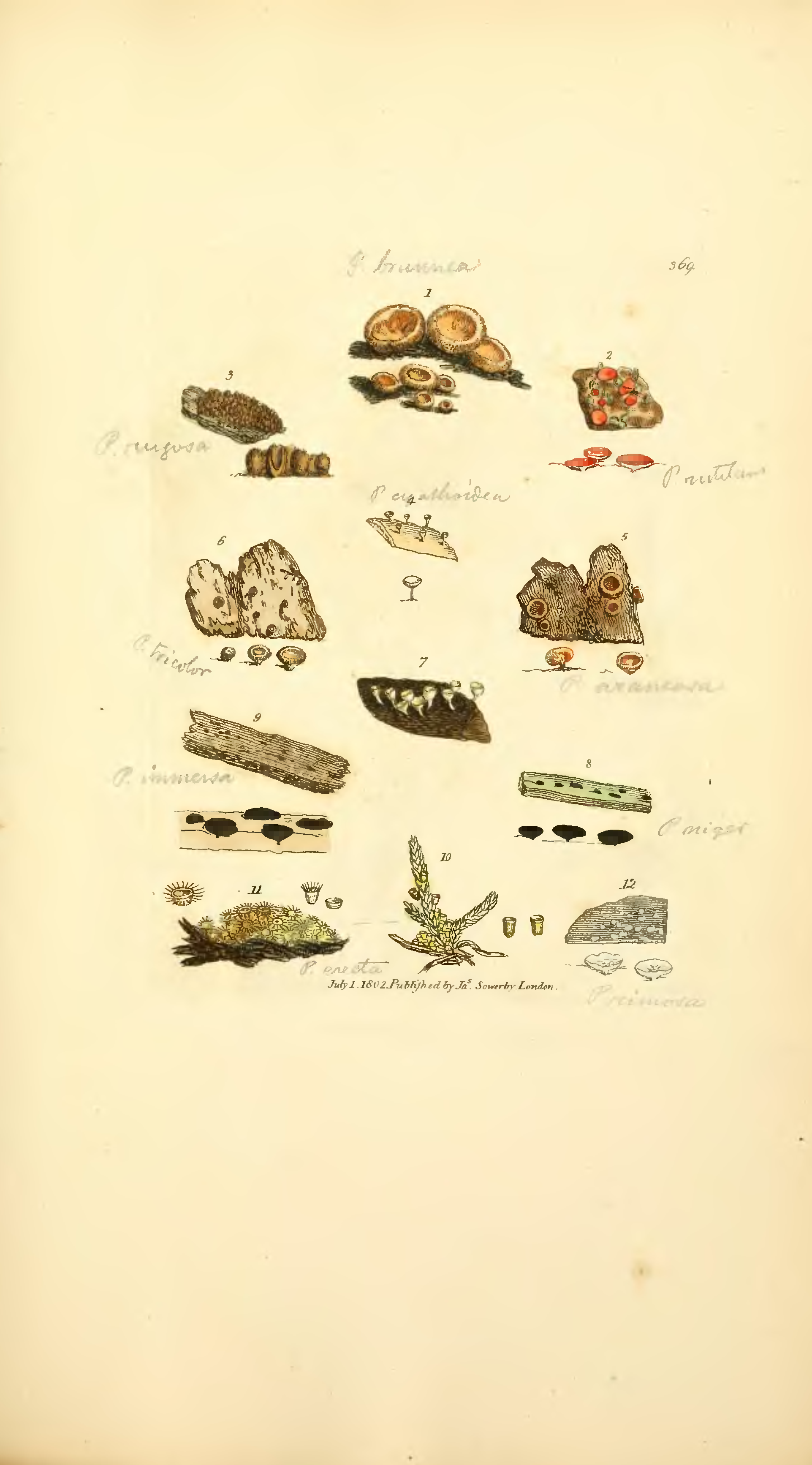
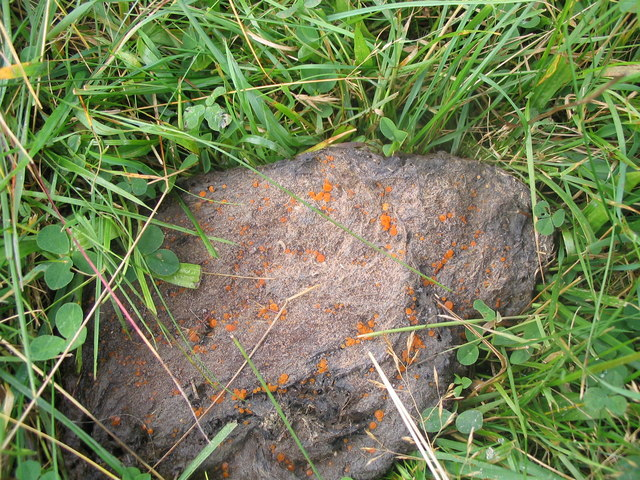
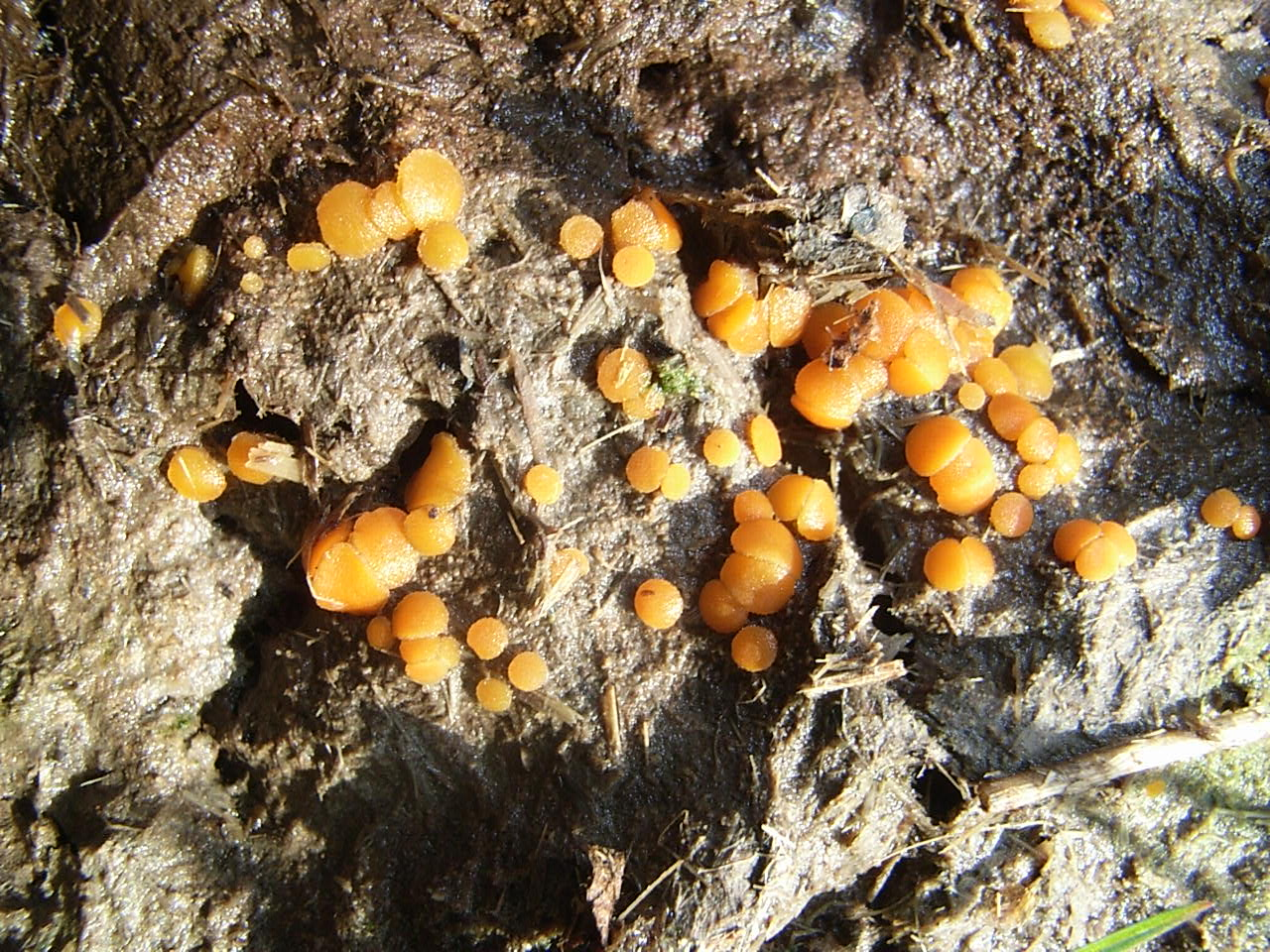
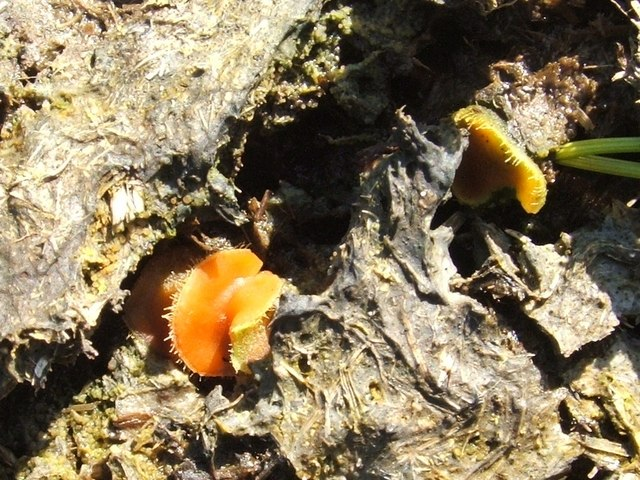